# 亚硫酸镍
亚硫酸镍是镍的亚硫酸盐，化学式 NiSO3。

## 制备
亚硫酸镍可以由溴化镍和亚硫酸盐如：亚硫酸钠和亚硫酸铵反应而成。
{\displaystyle \mathrm {NiBr_{2}+(NH_{4})_{2}SO_{3}\longrightarrow NiSO_{3}+2\ NH_{4}Br} }

## 性质
亚硫酸镍是一种绿色的固体。 它的六水合物不溶于水。在 40、55 和85 °C 时，六水合物分别会失水成三水合物、2.5水合物和二水合物。